# Kevin Lunday

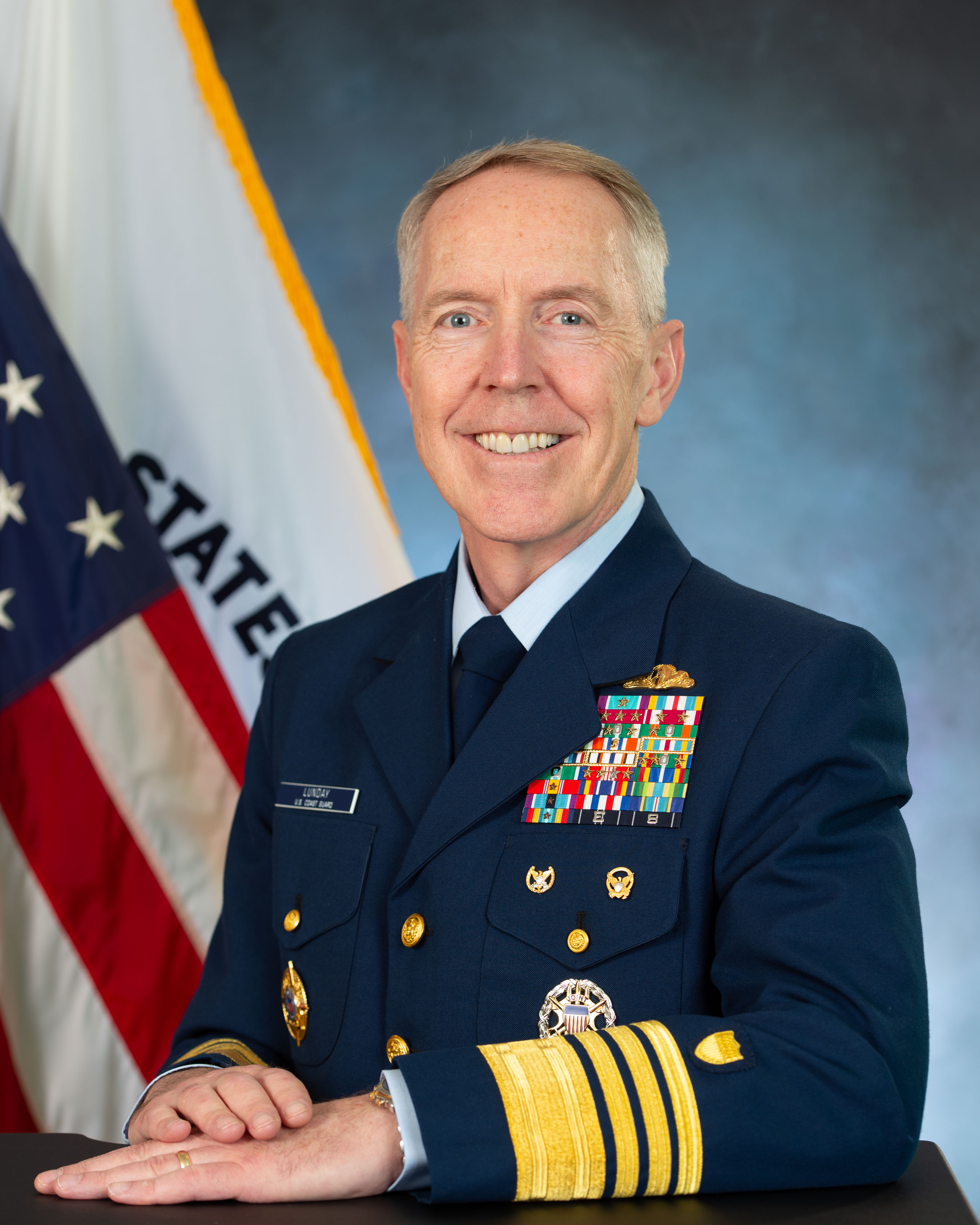
Kevin Eugene Lunday (2024)

Kevin Eugene Lunday (* 12. Oktober 1965 in Columbia (South Carolina)) ist ein US-amerikanischer Admiral der United States Coast Guard und der 28. Commandant of the United States Coast Guard.

## Leben
Kevin Lunday ist ein Alumnus der Fakultät für Rechtswissenschaften der George Washington University und promovierte in diesem Fach. Er trat 1987 in die United States Coast Guard ein und absolvierte dort seine Ausbildung an der United States Coast Guard Academy. Seine Verwendungen umfassen unter anderem die als Director of Exercises and Training (J7) im United States Cyber Command, als Commander of the Fourteenth Coast Guard District mit Verantwortungsbereich über Kräfte der Coast Guard in Hawaii, Amerikanisch-Samoa, Guam, den Nördlichen Marianen, sowie in Japan und Singapur.
Zudem wurde Lunday als Director Joint Task Force East im Department of Homeland Security eingesetzt, deren Aufgabe es ist, Migration über See aus Haiti und Kuba zu unterbinden. Vor seiner aktuellen Verwendung hatte er den Posten des Commander, Atlantic Area inne, dessen Verantwortungsbereich sich über alle Wasserwege der USA östlich der Rocky Mountains (inklusive der Großen Seen), den Atlantik vom Arktischen Ozean bis zum Golf von Mexiko erstreckt, zudem auch auf im Persischen Golf eingesetzte Einheiten.
Lunday wurde im März 2024 als 34. Vice Commandant vorgeschlagen und übernahm das Amt am 13. Juni 2024, gleichzeitig wurde er zum Admiral befördert. Nach der Entlassung von Linda Fagan am 21. Januar 2025 durch die Trump-Administration übernahm er kommissarisch das Amt als Commandant.

## Auszeichnungen (Auszug)
- Coast Guard Distinguished Service Medal
- Defense Superior Service Medal
- Legion of Merit